# Gutfertiger
Ein Gutfertiger, Güterbestätiger oder Güterbestät[t]er (schweizerdeutsch Bestäter ‚Spediteur‘) beaufsichtigte vom 15. Jahrhundert bis zum 18. Jahrhundert in den großen Handelshäusern die aus- und eingehenden Transporte. Der Name leitet sich ab von „Güter abfertigen“. Zu den Aufgaben gehörte neben der Aufsicht über die ankommenden und abgehenden Güter auch die Kontrolle der Fuhrleute und Frachtbriefe sowie die Berichtigung des Fuhrlohns. Zusammengefasst wurde der Geschäftsbetrieb unter den Begriff Güterbestätterei wobei die Bezeichnung für die ausführende Person regional unterschiedlich war (so auch Güterschaffner, Verlader oder in Hamburg Litzenbruder).
An den Handelsplätzen wurde durch diese der Verkehr zwischen den Kauf- und Fuhrleuten besorgt und vermittelt. In manchen Gegenden waren die Gutfertiger auch als Spediteure tätig, oder kümmerten sich zugleich um die Vermittlung im Eisenbahnfrachtgeschäft. Bei der deutschen Bahnverwaltung gab es eine eigenständige „Eisenbahngüterbestätterung“. Die Vermittler der Waren zwischen Absendern und Schiffern wurde hingegen durch den Schiffsprokureur oder Schiffsmäkler genannt.
In der Rottfuhrordnung aus dem Jahr 1748 aus Bozen in Südtirol werden die Aufgaben eines Gutfertigers genannt. Sie verfügten über ein eigenes Gewölbe, von dem aus die Beladung der Fuhrwerke erfolgte.